# آبگرمک علیا
آبگرمک علیا، روستایی از توابع بخش مرکزی شهرستان شوشتر در استان خوزستان ایران است. مردم به گویش بختیاری صحبت می‌کنند 

## جمعیت
این روستا در دهستان سردارآباد قرار دارد و براساس سرشماری مرکز آمار ایران در سال ۱۳۸۵، جمعیت آن ۹۲۰ نفر (۱۸۰خانوار) بوده‌است.